# Divariscintilla cordiformis
Divariscintilla cordiformis är en musselart som beskrevs av P. M. Mikkelsen och Bieler 1992. Divariscintilla cordiformis ingår i släktet Divariscintilla och familjen Galeommatidae. Inga underarter finns listade i Catalogue of Life.